# Serhij Hrybanow
Serhij Ołehowycz Hrybanow, ukr. Сергій Олегович Грибанов (ur. 17 listopada 1981 w Żdanowie) – ukraiński piłkarz, grający na pozycji napastnika, a wcześniej pomocnika.

## Kariera piłkarska

### Kariera klubowa
Wychowanek UOR Donieck, barwy którego bronił w juniorskich mistrzostwach Ukrainy (DJuFL). W 2000 rozpoczął karierę piłkarską w drugiej drużynie Szachtara Donieck. Również występował w trzeciej drużynie Szachtara. Na początku 2002 został piłkarzem Illicziwca Mariupol, w składzie której 16 marca 2002 debiutował w Ukraińskiej Wyższej Lidze w meczu z Karpatami Lwów (3:1). Na początku 2006 został zaproszony do Tawrii Symferopol, w której rozegrał 1 mecz i latem 2006 przeniósł się do Stali Ałczewsk. Potem bronił barw pierwszoligowych klubów Stal Dnieprodzierżyńsk, Helios Charków, Desna Czernihów i FK Ołeksandrija. Na początku 2011 wyjechał do Uzbekistanu, gdzie występował w Dinamie Samarkanda. W lipcu 2011 powrócił do Ukrainy i zasilił skład FK Sewastopol. Podczas przerwy zimowej sezonu 2011/12 powrócił do Desny Czernihów. W lipcu 2012 przeszedł do Olimpika Donieck.

## Sukcesy i odznaczenia

### Sukcesy klubowe
- mistrz Pierwszej Lihi Ukrainy: 2011